# Sigotom Julu
Sigotom Julu is een bestuurslaag in het regentschap Tapanuli Utara van de provincie Noord-Sumatra, Indonesië. Sigotom Julu telt 1471 inwoners (volkstelling 2010).